# Stewartia cordifolia
Stewartia cordifolia là một loài thực vật có hoa trong họ Theaceae. Loài này được (H.L. Li) J. Li & T.L. Ming miêu tả khoa học đầu tiên năm 1996.